# Nevoľné
Nevoľné je obec na Slovensku v okrese Žiar nad Hronom v Banskobystrickém kraji, v Kremnických vrších 6 km od Kremnice.
První písemná zmínka o obci je z roku 1487. V obci je moderní římskokatolický kostel Proměnění Páně.